# Beur TV
Cet article concerne la chaîne de télévision. Pour la station de radio, voir Beur FM.
Beur TV, appelée aussi Beur TV - La Chaîne Méditerranée (Beur TV - LCM en abrégé) était une chaîne de télévision généraliste algérienne privée, éditée par la SARL Beur TV.
Fondée en 2003, la chaîne visait les maghrébins de France, les pieds noirs, les français séjournant au Maghreb, mais aussi les autres populations issues de l’immigration des pays du sud et vivant en France. La chaîne s'adresse ensuite plutôt aux Algériens et la communauté algérienne établie en France.
Elle était diffusée par satellite en Algérie, et sur les box de plusieurs FAI en France. Les programmes algériens et français étaient différents.

## Historique

### 2003–2011: La chaîne communautaire
Après le succès de la radio Beur FM lancée en 1992, et qui bénéficiait d'une notoriété auprès de plus de 6 millions de personnes composant les communautés de culture maghrébine en France mais aussi au Maghreb, le franco-algérien Nacer Kettane décide de lancer, dans le sillage de la radio patronyme, une chaîne de télévision communautaire destinée aux maghrébins vivants en France (beurs) et à leurs amis. Elle se revendique « indépendante, laïque et généraliste ».
La chaîne conventionnée par le CSA français le 8 janvier 2002, obtient l’agrément du CNC en juin 2003. Elle est finalement lancée le 3 mars 2003.
La chaîne envisage de développer la coproduction, l'échange d'images et de programmes ainsi que des partenariats sur des sujets ponctuels politiques, culturels ou sportifs avec des télévisions du Maghreb : EPTV (Algérie), ERTT (Tunisie), SNRT et 2M (Maroc) et d'Europe : France Télévisions et TF1 (France), RTBF (Belgique) et RAI (Italie),.
En 2004, Beur TV coproduit avec Canal Algérie et Film Avenir Production le sitcom Bin'o Bine, qui sera diffusé sur son écran à partir du 15 novembre 2004. Pour Beur TV, l'enjeu est de taille. Elle n'investit que 30 000 euros, mais met à la disposition de la production tout son matériel et tous ses moyens techniques, et reçoit des aides du Centre national du cinéma et de l'image animée (CNC), qui finance également le projet à hauteur de 600 000 euros, et de la région Provence-Alpes-Côte d'Azur. Le succès est immédiat et plusieurs chaînes hertziennes françaises, France Ô et LCM en tête, la contactent pour une diffusion ultérieure.
En 2005, Beur TV tente d'obtenir un canal sur la télévision numérique terrestre française, après un appel à candidatures du CSA pour accueillir de nouvelles chaînes hertziennes. Mais finalement, la chaîne n'a pas été choisie.
En décembre 2005, le site TVDZ relève un rapprochement possible entre Beur TV et Berbère Télévision afin de réunir toute la diaspora maghrébine autour d'un seul écran, plutôt que de diviser l'audience.
En janvier 2006, Beur TV, qui connaît un certain patinage, signe avec Algérie Première un accord de partenariat. Il lui ouvre la possibilité de diffuser les programmes de culture, sport et musique que propose Algérie Première sur Beur TV, avec la perspective de gagner ainsi un public algérien.
En 2009, Beur TV, chaîne communautaire aux moyens professionnels limités, est impactée par la création de la Chaîne 4. Cette nouvelle chaîne publique, jugée beaucoup plus professionnelle, récupère plusieurs téléspectateurs berbérophones et fait perdre aux deux chaînes privées, Beur TV et Berbère Télévision, une grande partie de leur audience en Kabylie.
Le 12 août 2009 vers 20 heures, la chaîne met en place des tests techniques pour un nouvel habillage graphique, et commence à diffuser des programmes centrés sur l'actualité algérienne, et plus précisément celle de la Kabylie. Elle réussit à voler quelques téléspectateurs à sa concurrente Berbère Télévision.
Au mois d'août 2010, le CSA met en demeure Beur TV et Berbère Télévision de fournir, dans un délai d'un mois, le rapport d'exécution de leurs engagements pour l'année 2009 et de respecter leurs obligations conventionnelles. À défaut, Beur TV risque des sanctions pouvant aller jusqu'au retrait de son autorisation.

### 2011-2020: Rachat par Réda Mehigueni
La ligne éditoriale de Beur TV ne lui a pas forcément permis de survivre. Elle s'est vite heurtée à des problèmes de trésorerie, ce qui a poussé Nacer Kettane, en juillet 2011, à céder une partie des actions (80 %) à Réda Mehigueni, patron de la société Vox Plus Algérie, spécialiste en télécommunications. Ceci vient après un long partenariat entre Vox, en tant que boîte de production et régie publicitaire, et Beur TV, en tant que diffuseur. La chaîne s'associant depuis exclusivement avec l'EPTV, change intégralement de concept et émet en arabe. Elle prend un autre tournant avec notamment l’arrêt des programmes pour annoncer l'appel à la prière.
Cependant, le 5 juillet 2011, Beur TV revient avec un nouveau look et logo, et concocte des programmes variés avec 70 % de contenu algérien, réalisé majoritairement par l'EPTV, dont des sitcoms et des programmes artistiques et de sensibilisation, et des téléfilms orientaux. Des stars comme Biyouna quittent Nessma pour promouvoir Beur TV en Algérie et la rapprocher du public. Ce changement s'accompagne aussi d'une diffusion sur le satellite Nilesat, à côté d'Hotbird. La chaîne continue à diffuser ses programmes et retrouve petit à petit son public avec une augmentation de l'audimat.
Mais depuis décembre 2011, Beur TV reprend ses émissions majoritaires en français et change de nouveau de logo et d'habillage.
Le 23 novembre 2015, Beur TV est rappelée à l'ordre par l'Autorité de régulation de l'audiovisuel (ARAV) à la suite de la diffusion, le 16 novembre, d'un numéro de l'émission Hikayati dont le contenu portait sur l'« Homosexualité en Algérie ». Le président de l'ARAV, Miloud Chorfi convoque le directeur de la chaîne et lui adresse un avertissement verbal pour « atteinte à la pudeur »,.
Début 2016, le CSA français, affirmant, selon Le Canard enchaîné, n'avoir « aucune visibilité sur la situation financière ni sur les associés », menace Beur TV de bloquer sa diffusion en France.
En 2020 Reda Mehigheni est arrêté en Algérie et emprisonné pour diffamation et malversations financières.

### 2020-2022: Reprise par l'État algérien
Le 20 janvier 2020, elle obtient son agrément en Algérie.

## Organisation

### Dirigeants
Fondateur 
- Nacer Kettane

Président-directeur général
- Nacer Kettane (2003–2011)
- Réda Mehigueni (depuis 2011)

Directrice générale adjointe chargée de l’antenne et des programmes
- Arlette Casas (2003–2011)

Responsable administratif et financier
- Adelène Mellah (depuis 2011)[19]

Directeur de l’information
- Ahmed Naït Balk (2003–2011)

Directrice de production
- Brigitte Barba (2003–2011)

Directeur commercial et de la communication
- Saïd Bouakline (2003–2011)

Directeur de la stratégie et du développement
- Nadir Aït El Hocine (2003–2011)

Service de production publicitaire
- Alex Nubarr (2003–2011)

### Statut
Comme toutes les chaînes privées algériennes, Beur TV n'est qu'une chaîne de droit étranger disposant d'un bureau en Algérie. Sa rédaction est basée à Alger, mais elle émet toujours à partir de Paris (France). Encore, elle ne fait pas partie des chaînes de télévision agréées par l'État (contrairement à Echourouk TV, Ennahar TV, Dzaïr TV, El Djazairia et Hogar TV), et est par conséquent considérée offshore en Algérie. Étant conventionnée officiellement en France dans ces débuts, l'agrément de la chaîne n'existe plus au sein du CSA aujourd'hui.
Le 20 janvier 2020, elle obtient l'agrément auprès du ministère de la communication algérien.

### Sièges
Les locaux de Beur TV sont les mêmes que ceux de la société qui la détient, Vox Plus Algérie, et qui se trouvent à Alger et Paris. La chaîne a aussi des bureaux régionaux à Annaba et Tizi-Ouzou.
Le 1er octobre 2004, Beur TV s'est installée au 7e étage de l'immeuble de TF1 ou était mis à sa disposition un plateau studio pour les émissions, une régie de production, une régie de diffusion, des stations de montage et d'habillement postproduction et une salle de réunion. Elle avait aussi une régie technique et des studios sis au boulevard Mohamed V à Alger.

### Capital
Lors de sa création en 2003, Beur TV appartenait exclusivement à Nacer Kettane. Depuis 2011, à la suite de difficultés financières, la chaîne est détenue conjointement par l'homme d'affaires Réda Mehigueni, à hauteur de 80 %, et par Nacer Kettane, son fondateur, à hauteur de 20 %. Le coût de son acquisition (prise de participation majoritaire), est estimé à 2 millions d'euros.
La principale source de revenus de la chaîne est les annonceurs publicitaires.

### Budget et chiffre d'affaires
Beur TV a un mode de financement presque exclusivement lié aux recettes publicitaires. Elle se positionne en tant que leader sur un marché à fort potentiel. Beur TV a un rôle de premier entrant ou « first mover », elle bénéficie en plus d'un réseau d'annonceurs français et étrangers, développé par Beur FM pendant plusieurs années.
Lorsque la chaîne était encore franco-algérienne, son 1er pool publicitaire venait d'Algérie (contrats avec Sonatrach, Sonelgaz, Air Algérie, Aigle Azur, CNAN…), le 2e pool du Maroc (contrats pour le tourisme), le 3e du Moyen-Orient et le 4e pool de France.
En 2004, la chaîne fait environ 1 200 000 euros de publicité et en 2005 environ 900 000 euros.

### Publicité
En octobre 2004, Beur TV a signé un contrat de régie publicitaire avec Canal+ Régie. Depuis 2011, la régie publicitaire de Beur TV est Vox Plus Algérie, appartenant à son DG Réda Mehigueni.

## Réseaux et partenaires

### Organisations professionnelles internationales
Beur TV est/était membre de diverses organisations professionnelles internationales de télévision et de production, dont :
- Co.Pe.A.M : Réseau international et interprofessionnel regroupant les opérateurs du service public et du secteur privé de l'audiovisuel euroméditerranéen, qui organise chaque année des rencontres entre professionnels.
- Union internationale des radios et des télévisions de service public (URTI) : Beur TV en est membre à part entière, grâce à sa politique éditoriale et son action citoyenne dans la société française.
- Association internationale des producteurs indépendants de la Méditerranée (APIMED) : Ce réseau de producteurs, né de l’initiative des producteurs indépendants et de la COPEAM, favorise l’échange, la coproduction et la mise en commun des moyens et des savoir-faire. Beur TV en est membre bienfaiteur depuis 2000.

### Accords de partenariats
Beur TV a développé la coproduction, l’échange d’images et de programmes, ainsi que des partenariats sur des opérations ponctuelles politiques, culturelles ou sportives avec :
- Au Maghreb : EPTV et Algérie Première (Algérie), RTM et 2M (Maroc) et ERTT (Tunisie).
- En France : France Télévision (achats et échanges de programmes et partenariats avec les locales de France 3), TF1 (mise en place d'une politique d'échange de programmes et de coproductions), La chaîne parlementaire (production et diffusion d'une émission mensuelle Quai d'Orsay.com)[5] et Festival (coproduction du magazine Toiles nomades, de concerts et de théâtre)[5].
- En Belgique : RTBF (développement d’un partenariat autour de l’émission Mille et Une cultures).
- En Italie : RAI (à la suite des rencontres de Palerme en mars 2001, le principe de partenariat et de coproduction a été retenu pour des évènements spécifiques).

## Identité visuelle

### Logos
Nacer Kettane, fondateur de la chaîne, reste le propriétaire exclusif du logo de la chaîne.

Logo de 2003 à 2011.

### Slogans
- 2003–2011 : « La chaîne méditerranée »[1]
- Depuis 2011 : « La chaîne qui nous ressemble et rassemble »

## Animateurs
Animateurs avant 2011 :
- Frank Dalmat
- Ahmed El Keiy
- Patrice de Goy
- DJ Kim
- Taja Maad
- Ahmed Naït Balk
- Daniel Renard
- Leïla Talla

## Audience
Il n'existe pas de système mesurant l'audience instantanée en Algérie. Seuls des sondages permettent d'apprécier les parts d'audience des chaînes de télévisions.

### Audience globale
| Période   | Taux d'audience | Classement national | Source         | Note(s)                                           |
| 2007      |                 |                     |                | 5 millions de téléspectateurs par jour en France. |
| Juin 2015 | 0.70 %          | 13e                 | Media & Survey | Taux de pénétration : 3.70 %.                     |
| Mars 2016 | 2.40 %          | 8e                  | Media & Survey |                                                   |

## Diffusion
Beur TV exploite la quasi-totalité des modes de diffusion numérique :

### Satellite
Beur TV est diffusée en clair via le satellite Eutelsat 7WA, selon les données suivantes :
| Satellite         | Eutelsat 7WA | Yahsat 1A   |
| Position orbitale | 7° ouest     | 52.5° est   |
| Fréquence         | 10 921       | 12 130      |
| Polarisation      | Verticale    | Horizontale |
| Symbol Ratio      | 27 500       | 27 500      |
| FEC               | Auto         | NC          |

Il est à noter que la chaîne était aussi accessible gratuitement sur les satellites Astra (fréquence 12 320) et Hotbird 7A positionné à 13° est par abonnement sur les offres de base des bouquets satellitaires : TPS (canal 67 puis 185) et Canalsat (canal 144).
Sur ce dernier, Hotbird, la chaîne a procédé plusieurs fois à des changements de fréquences. Ainsi, elle passe de 11 034 à 10 949 le 15 octobre 2004. Le 8 août 2016, elle passe de 11 958 H vers 11 595 V sur Eutelsat 7WA.

### Câble
La chaîne, qui cible aussi la communauté maghrébine établie en Europe, est incluse dans le bouquet TV du réseau câblé français Numericable, sur le canal 652.

### IPTV
Beur TV est reprise dans certains bouquets de télévision IP en France :
| Distributeur | Canal           | Source |
| ------------ | --------------- | ------ |
| SFR Neufbox  | 489 (avant 445) |        |
| Freebox      | 486             |        |

La chaîne était diffusée aussi sur Alice ADSL et Club Internet.

## Controverses
Beur TV a diffusé dans son journal télévisé une information faisant état d'une « attaque armée » ayant ciblé le siège administratif du Mouvement pour l'autodétermination de la Kabylie (MAK), alors que ce dernier n'en dispose pas.

### Ligne politique
La chaîne est ouverte à tous les acteurs politiques de la société. On s'impose une neutralité politique qui sera respectée pour permettre à tout le monde de s'exprimer en toute liberté.
Beur TV se veut une chaîne indépendante et affirme n'être affiliée à aucun parti politique ou organisation.